# Igreja Protestante Reformada do Burundi
A Igreja Protestante Reformada do Burundi (IPRB) - em francês Église Protestante Reformée du Burundi - é uma denominação reformada no Burundi, formada em 2003, formada por pastores burundeses que aderiram a Tradição Reformada.

## História
Em 2003, um grupo de pastores burundeses formaram a Igreja Protestante Reformada do Burundi, quando aderiram à  Tradição Reformada. O grupo era liberado pelo Rev. J. Bararu. Todavia, a maior parte destes pastores não possuía formação teológica. 
Nos anos seguintes, membros da denominação pediram asilo nos Países Baixos. Um deles, Innocent Nimpagaritse, entrou em contato com as Igrejas Cristãs Reformadas na Holanda (ICRH) e pediu ajuda para a formação de pastores no país.
A partir da ajuda das ICRH, a denominação cresceu para 14 igrejas e 12.000 membros em 2020.

## Doutrina
A denominação subscreve as Três Formas da Unidade (Catecismo de Heidelberg, Confissão Belga e Cânones de Dort).

## Relações Inter-eclesiásticas
A  denominação tem forte relação com a Igrejas Cristãs Reformadas na Holanda.
Além disso, a IPRB já foi membro da Fraternidade Reformada Mundial.